# Памятник Ленину (Курск, Красная площадь)
Памятник Владимиру Ильичу Ленину был открыт 1 сентября 1933 года на Красной площади города Курска.

## История
В газете «Курская правда» после известия о смерти В. И. Ленина было опубликовано обращение губкома, губисполкома и губсовпрофа от 25 января 1924 года «Ко всему населению Курской губернии», в котором говорилось следующее:

Желая запечатлеть в памяти всего населения образ любимейшего из любимых, великого вождя трудящихся Владимира Ильича Ленина, многолюдное общегородское собрание граждан г. Курска, состоявшееся 23 января с. г. в Рабочем Дворце , постановило воздвигнуть Владимиру Ильичу памятник на Красной площади в г. Курске и в месячный срок построить самолет "Ильич" от лица Курской губернии. Величие и обаяние памятника, который воздвигает население Курской губернии на Красной площади, должны соответствовать величию и обаянию могучей фигуры угасшего вождя.
Памятник был сооружён на средства трудящихся курян. Автором памятника был скульптор П. П. Яцыно.
Во время Великой Отечественной войны памятник был разрушен. После войны памятник восстанавливал народный художник СССР, действительный член Академии художеств СССР скульптор М. Г. Манизер.
Летом 1956 года были развёрнуты строительные работы. Авторы постамента памятника — архитекторы А. П. Великанов и И. Е. Рожин. Планировку и благоустройство сквера вокруг памятника осуществил архитектор С. И. Федоров. Статуя была отлита на ленинградском заводе «Монументскульптура». 5 ноября 1956 года состоялось торжественное открытие памятника.
Памятник в Курске — одна из лучших скульптур Ленина в «Лениниане»[уточнить] М. Г. Манизера, и один из самых лучших среди всех памятников Ленину.

## Галерея

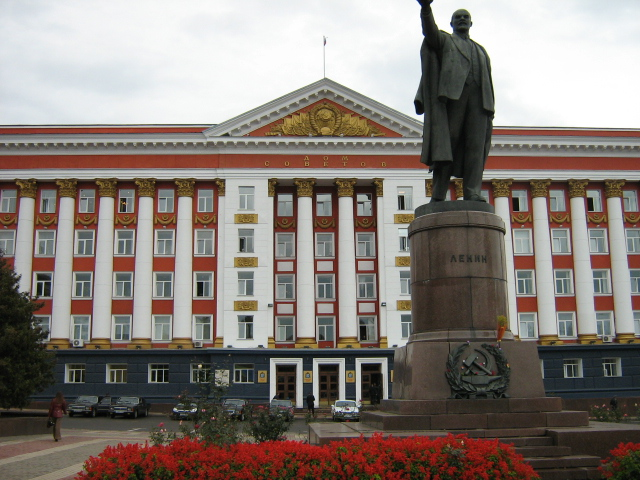